# Klaas Drupsteen
Klaas Drupsteen (Zwolle, 10 december 1966) is een Nederlands radio- en televisiepresentator en wijnhandelaar.
Na het behalen van zijn vwo-diploma volgde hij zijn opleiding aan de Academie voor de Journalistiek. Hierna ging Drupsteen als freelancer werken voor verschillende omroepen en programma's. In 2003 kwam hij in vaste dienst van de NCRV en ging hij het radioprogramma Plein Publiek op 747AM presenteren. Voor dezelfde omroep maakte hij nog een aantal andere programma's, zoals Plaza (Radio 2), Goedemorgen Nederland, Het Hoogste Woord en Tegenpolen (televisie). Drupsteen was een van de presentatoren van het radioprogramma Casa Luna op Radio 1. Casa Luna is op 27 december 2013 opgehouden te bestaan. Sinds oktober 2013 was hij de presentator van het NCRV-televisieprogramma Hello Goodbye, maar werd een jaar later vervangen door Joris Linssen en Yvon Jaspers.
Momenteel werkt Drupsteen als televisie-presentator bij de regionale zender Omroep Gelderland. Sinds 2015 is hij wijnhandelaar met een proeverij en winkel in Culemborg.